# حفره رادیال
حفره رادیال (انگلیسی: Radial fossa)  یک فرو رفتگی با عمق کم در قدام دیستال بازو دربالای کاپیتلوم می باشد که وقتی آرنج خم می گردد سر رادیوس در داخل این حفره قرار می‌گیرد.